# Hilde Spiel
Hilde Spiel, née le 19 octobre 1911 à Vienne en Autriche-Hongrie et morte le 30 novembre 1990 dans la même ville, est une écrivaine autrichienne.

## Biographie
Hilde Spiel, après sa Matura, étudie la philosophie à l'université de Vienne, où elle suit notamment les cours de Karl Bühler et Moritz Schlick. L'année de son doctorat, 1936, elle s'exile et émigre avec son premier mari Peter de Mendelssohn à Londres. Elle travaille pour de nombreux journaux en allemand de l'exil.  
Après la guerre, elle vit à Londres, tout en travaillant comme correspondante ou critique de théâtre pour Die Welt. En 1964, elle retourne définitivement en Autriche, à Vienne. En 1972, elle se remarie avec l'écrivain Hans Flesch-Brunningen.

## Œuvres
- 1933, Kati auf der Brücke, roman
- 1935, Verwirrung am Wolfgangsee, roman
- 1939, Flute and Drums, roman, Londres, Hutchinson; publication en allemand, Flöte und Trommeln, 1947, Vienne, Wiener Verlag et 1949, Hambourg, Krüger
- 1960, Welt im Widerschein, essai
- 1962, Fanny Arnstein oder Die Emanzipation, biographie
- 1968, Rückkehr nach Wien, autobiographie
- 1981, Die Früchte des Wohlstands, roman
- 1981, In meinem Garten schlendernd, essai
- 1987, Glanz und Untergang. Wien 1866-1958, essai
- 1989, Die hellen und die finsteren Zeiten, autobiographie
- 1990, Welche Welt ist meine Welt?, autobiographie

## Sources
- (de) Manfred Brauneck (éditeur), 1995, Autorenlexikon deutschsprachiger Literatur des 20. Jahrhunderts, Reineck bei Hamburg, Rowohlt
- (de) Wilhelm Sternfeld, Eva Tiedemann, 1970, Deutsche Exil-Litteratur 1933-1945 deuxième édition augmentée, Heidelberg, Verlag Lambert Schneider.